# Thái Châu, Giang Tô
Thái Châu là một thành phố trực thuộc tỉnh của tỉnh Giang Tô, Cộng hòa Nhân dân Trung Hoa. Thái Châu nằm bên bờ Bắc sông Dương Tử, giáp Nam Thông về phía Đông, Diêm Thành về phía Bắc, Dương Châu về phía Tây.

## Lịch sử

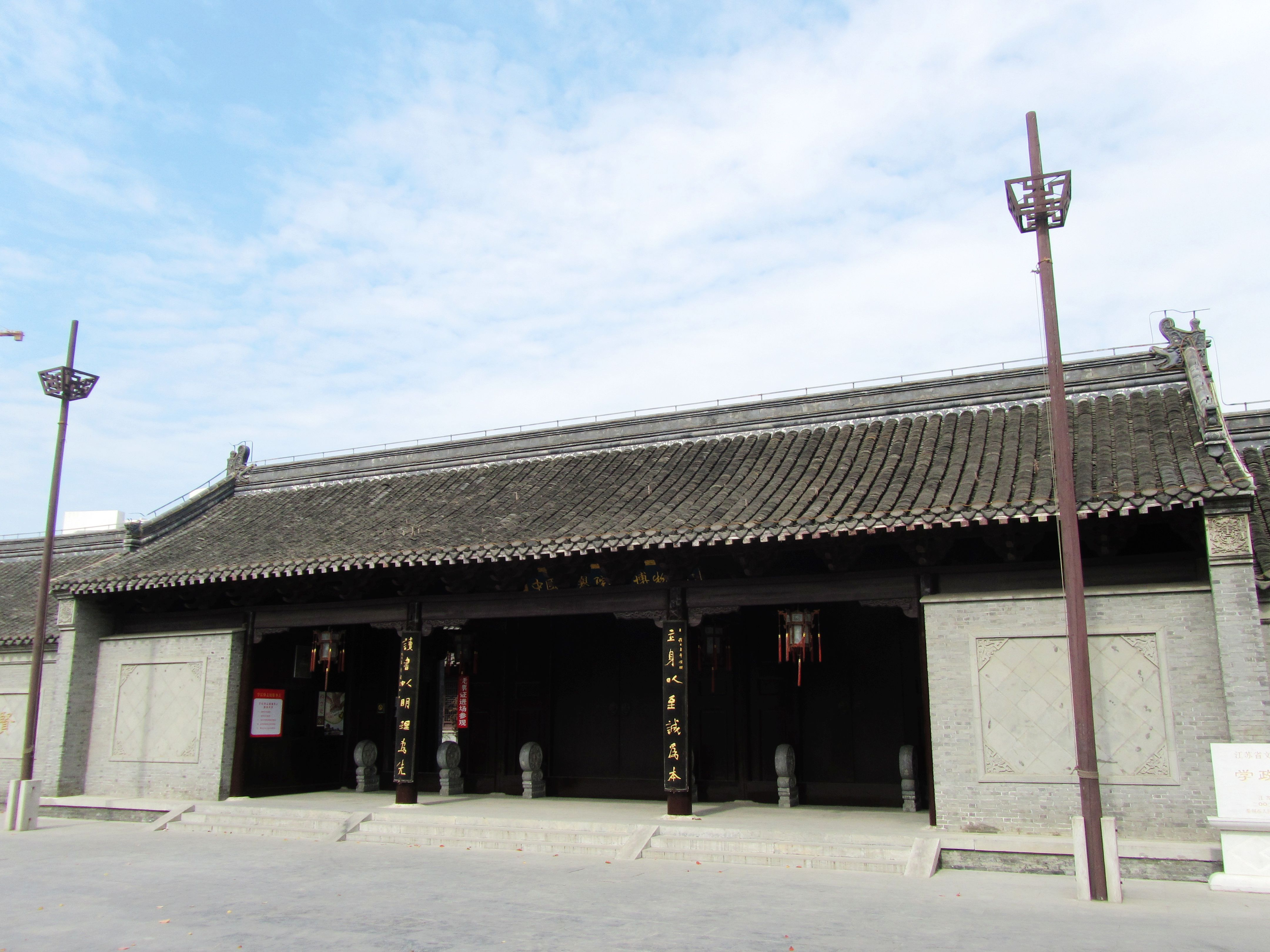
Trường thi phủ Dương Châu — trường thi của học chính Thái Châu.

Lịch sử từ ngày 12/8/1996 trở về trước, xem Lịch sử thành phố cấp huyện Thái Châu.
Ngày 12/8/1996 được Quốc vụ viện Cộng hòa Nhân dân Trung Hoa phê chuẩn thành phố cấp huyện Thái Châu tách ra khỏi địa cấp thị Dương Châu để thành lập địa cấp thị Thái Châu. Địa cấp thị mới thành lập này bao gồm quận Hải Lăng và 4 thành phố cấp huyện là Tĩnh Giang, Thái Hưng, Khương Yển, Hưng Hóa.
Năm 1997 điều chỉnh lại ranh giới hành chính quận Hải Lăng cùng 2 thành phố cấp huyện Khương Yển và Thái Hưng để thành lập quận Cao Cảng.
Tháng 12 năm 2012 thành lập quận Khương Yển thuộc địa cấp thị Thái Châu trên cơ sở dân cư và các đơn vị hành chính của thành phố cấp huyện Khương Yển cũ.

## Phân chia hành chính
Địa cấp thị Thái Châu quản lý 6 đơn vị hành chính cấp huyện, bao gồm 3 khu (quận) và 3 huyện cấp thị (thành phố cấp huyện). Các đơn vị hành chính này chia thành 105 đơn vị hành chính cấp hương, bao gồm 91 trấn, 8 hương và 6 nhai đạo.
| Bản đồ                                                     | Bản đồ    | Bản đồ        | Bản đồ        | Bản đồ          | Bản đồ |
| ---------------------------------------------------------- | --------- | ------------- | ------------- | --------------- | ------ |
| Hải Lăng Cao Cảng Khương Yển Hưng Hóa Tĩnh Giang Thái Hưng |           |               |               |                 |        |
| Đơn vị trực thuộc                                          | Hán ngữ   | Bính âm       | Dân số (2010) | Diện tích (km²) | Mật độ |
| Đô thị thật sự                                             |           |               |               |                 |        |
| Hải Lăng                                                   | 海陵区    | Hǎilíng Qū    | 594.656       | 337,9           | 1.760  |
| Ngoại ô                                                    |           |               |               |                 |        |
| Cao Cảng                                                   | 高港区    | Gāogǎng Qū    | 283.807       | 301,7           | 941    |
| Khương Yển                                                 | 姜堰区    | Jiāngyàn Qū   | 728.645       | 927,53          | 786    |
| Đô thị vệ tinh (Thành phố cấp huyện)                       |           |               |               |                 |        |
| Tĩnh Giang                                                 | 靖江市    | Jìngjiāng Shì | 684.360       | 665,6           | 1.044  |
| Thái Hưng                                                  | 泰兴市    | Tàixīng Shì   | 1.073.921     | 1.169,56        | 891,8  |
| Hưng Hóa                                                   | 兴化市    | Xīnghuà Shì   | 1.253.548     | 2.394,96        | 523    |
| Tổng cộng                                                  | Tổng cộng | Tổng cộng     | 4.618.937     | 5.787,25        | 798    |

## Địa lý và khí hậu
Thái Châu nằm ở nơi hợp lưu của Dương Tử và Kinh Hàng đại vận hà, ở miền trung nam tỉnh Giang Tô, bờ bắc hạ lưu sông Dương Tử và rìa phía nam đồng bằng Giang Hoài. Nó nằm trong khoảng vĩ độ 32° 02′ — 33°11′ bắc và kinh độ 119° 38′ — 120° 32′ đông, với tổng diện tích 5.787 kilômét vuông (2.234 dặm vuông Anh).
Khí hậu tại đây thuộc kiểu cận nhiệt đới gió mùa. Hướng gió chủ yếu mùa xuân (giữa tháng 3 - đầu tháng 6) và mùa hạ (đầu tháng 6 - giữa tháng 9) là đông nam, mùa thu (giữa tháng 9 - giữa tháng 11) là đông bắc trong khi mùa đông (giữa tháng 11- giữa tháng 3 năm sau) là hướng bắc. Nhiệt độ trung bình cả năm khoảng 15 °C, trung bình lượng giáng thủy khoảng 1.038 mm, số ngày có mưa hoặc tuyết rơi khoảng 113 ngày.
| Dữ liệu khí hậu của Thái Châu (1981－2010) | Dữ liệu khí hậu của Thái Châu (1981－2010) | Dữ liệu khí hậu của Thái Châu (1981－2010) | Dữ liệu khí hậu của Thái Châu (1981－2010) | Dữ liệu khí hậu của Thái Châu (1981－2010) | Dữ liệu khí hậu của Thái Châu (1981－2010) | Dữ liệu khí hậu của Thái Châu (1981－2010) | Dữ liệu khí hậu của Thái Châu (1981－2010) | Dữ liệu khí hậu của Thái Châu (1981－2010) | Dữ liệu khí hậu của Thái Châu (1981－2010) | Dữ liệu khí hậu của Thái Châu (1981－2010) | Dữ liệu khí hậu của Thái Châu (1981－2010) | Dữ liệu khí hậu của Thái Châu (1981－2010) | Dữ liệu khí hậu của Thái Châu (1981－2010) |
| Tháng                                      | 1                                          | 2                                          | 3                                          | 4                                          | 5                                          | 6                                          | 7                                          | 8                                          | 9                                          | 10                                         | 11                                         | 12                                         | Năm                                        |
| ------------------------------------------ | ------------------------------------------ | ------------------------------------------ | ------------------------------------------ | ------------------------------------------ | ------------------------------------------ | ------------------------------------------ | ------------------------------------------ | ------------------------------------------ | ------------------------------------------ | ------------------------------------------ | ------------------------------------------ | ------------------------------------------ | ------------------------------------------ |
| Cao kỉ lục °C (°F)                         | 20.8 (69.4)                                | 26.3 (79.3)                                | 28.7 (83.7)                                | 32.5 (90.5)                                | 35.7 (96.3)                                | 36.7 (98.1)                                | 38.2 (100.8)                               | 38.8 (101.8)                               | 36.9 (98.4)                                | 31.8 (89.2)                                | 28.7 (83.7)                                | 22.5 (72.5)                                | 38.8 (101.8)                               |
| Trung bình ngày tối đa °C (°F)             | 6.6 (43.9)                                 | 8.8 (47.8)                                 | 13.2 (55.8)                                | 19.6 (67.3)                                | 25.4 (77.7)                                | 28.4 (83.1)                                | 31.5 (88.7)                                | 31.0 (87.8)                                | 27.2 (81.0)                                | 22.1 (71.8)                                | 15.7 (60.3)                                | 9.4 (48.9)                                 | 19.9 (67.8)                                |
| Trung bình ngày °C (°F)                    | 2.4 (36.3)                                 | 4.4 (39.9)                                 | 8.4 (47.1)                                 | 14.4 (57.9)                                | 20.1 (68.2)                                | 24.0 (75.2)                                | 27.5 (81.5)                                | 27.0 (80.6)                                | 22.9 (73.2)                                | 17.4 (63.3)                                | 10.9 (51.6)                                | 4.9 (40.8)                                 | 15.4 (59.6)                                |
| Tối thiểu trung bình ngày °C (°F)          | −0.7 (30.7)                                | 1.1 (34.0)                                 | 4.7 (40.5)                                 | 10.0 (50.0)                                | 15.6 (60.1)                                | 20.4 (68.7)                                | 24.3 (75.7)                                | 23.9 (75.0)                                | 19.7 (67.5)                                | 13.7 (56.7)                                | 7.2 (45.0)                                 | 1.4 (34.5)                                 | 11.8 (53.2)                                |
| Thấp kỉ lục °C (°F)                        | −12.1 (10.2)                               | −9.7 (14.5)                                | −5.4 (22.3)                                | −0.5 (31.1)                                | 7.2 (45.0)                                 | 12.0 (53.6)                                | 17.6 (63.7)                                | 18.1 (64.6)                                | 10.3 (50.5)                                | 1.3 (34.3)                                 | −4.4 (24.1)                                | −10.8 (12.6)                               | −12.1 (10.2)                               |
| Lượng Giáng thủy trung bình mm (inches)    | 42.3 (1.67)                                | 45.7 (1.80)                                | 77.3 (3.04)                                | 69.6 (2.74)                                | 84.7 (3.33)                                | 143.1 (5.63)                               | 185.1 (7.29)                               | 152.6 (6.01)                               | 94.9 (3.74)                                | 55.0 (2.17)                                | 56.9 (2.24)                                | 30.1 (1.19)                                | 1.037,3 (40.85)                            |
| Nguồn: "中国气象数据网". 国家气象信息中心. |                                            |                                            |                                            |                                            |                                            |                                            |                                            |                                            |                                            |                                            |                                            |                                            |                                            |